# Ribniki Opekarna
Ribniki Opekarna oz. Ribniki pri opekarni so skupina petih ribnikov, ki ležijo ob Ljubljanici blizu mesta Vrhnika, na severozahodnem robu Ljubljanskega barja.
Nastali so na mestu nekdanjega glinokopa za potrebe bližnje opekarne, po kateri so dobili ime. Po opustitvi dejavnosti pridobivanja gline se je zaradi neprepustne glinene podlage tu začela nabirati voda in nastalo je pet vodnih teles.
Danes se uporabljajo za ribolov; večji trije so lovni, manjša dva pa gojitvena. Z njimi upravlja ribiška družina Vrhnika. Od večjih vrst so tu prisotni krap, amur, som, ščuka, smuč in tolstolobik. Poleg tega predstavljajo ribniki z obrežjem življenjski prostor več zavarovanih živalskih vrst, med njimi želve močvirske sklednice. Skupina ribnikov je del območja Natura 2000 »Ljubljansko barje«, pri tem pa je zahodna polovica izvzeta iz posebej zavarovanega območja krajinskega parka.
V bližini ribnikov deluje Ornitološka postaja Vrhnika pod okriljem Prirodoslovnega muzeja Slovenije, kjer raziskovalci od leta 1987 redno izvajajo obročkanje ptic.